# Davor Šuker
Davor Šuker (Osijek, 1 de gener de 1968) és un exfutbolista croat que jugava en la posició de davanter, entre d'altres, al Reial Madrid, club amb el qual va aconseguir guanyar una Lliga de Campions de la UEFA.

## Biografia
Davor Šuker va néixer a Osijek, República Federal Socialista de Iugoslàvia (actual Croàcia) l'1 de gener del 1968. Va començar a jugar a l'equip local de la seva ciutat, l'Osijek el 1984 i les seves actuacions van fer que fitxés pel Dinamo de Zagreb el 1989. Després d'alguns anys en aquest club i després de l'inici de la Guerra de Iugoslàvia, Davor va fitxar pel club espanyol Sevilla FC, l'any 1992. Šuker es va mantenir en el club fins al 1996, any en què es va traspassar al Reial Madrid. Ja al Madrid Suker va guanyar, entre d'altres, els títols de Lliga i Lliga de Campions de la UEFA i després d'algunes campanyes en el club blanc va anar a jugar a la lliga anglesa (primer a l'Arsenal FC i després al West Ham United FC). Després d'això va acabar la seva brillant carrera de futbolista a Alemanya, al 1860 Múnic.
El novembre de 2003 fou nomenat Golden Player de Croàcia com el futbolista del país més destacat dels darrers 50 anys.

## Enllaços externs

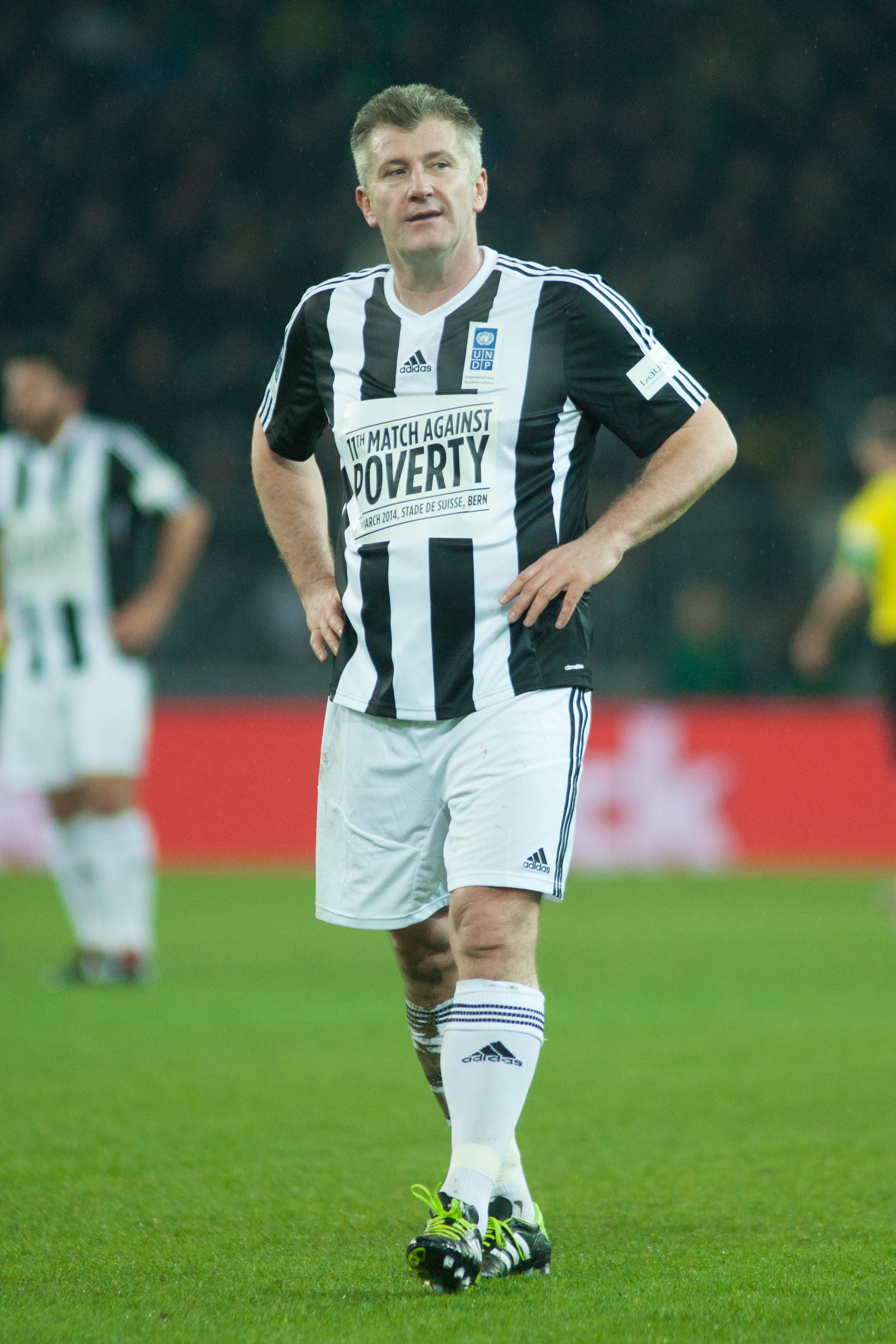
Davor Šuker durant un partit amistós contra la pobresa.